# É. Szabó Márta
É. Szabó Márta (Vörösberény, 1943. szeptember 29. –) a Magyar Televízió szerkesztője; munkáit a gyerekkultúra ápolása, a művészet alkotások megismertetése, színvonalas alkotások bemutatása jellemzi.

## Életrajza
Gyermekkorát nagyapjával töltötte. Ez az időszak egész későbbi életét meghatározta, ugyanis Csonka Ferenc iskolaigazgató, kántor színházat, dalárdát és művésztelepet hozott létre a faluban.
Középiskoláit Veszprémben végezte. Diplomát az ELTE történelem–könyvtáros szakán szerzett.
A Balatonalmádi Város Könyvtárban kezdett dolgozni, ahol Vargha Balázs szakmai továbbképzései nyomán svéd minta alapján 1968-ban Magyarország legmodernebb gyerekkönyvtárát hozta létre.
1969-től az Egyetemi Színpad szerkesztője, 1971–1998 között a Magyar Televízió szerkesztője, 1990–1992-ben a Cimbora Produceri Iroda vezetője, 1992–1998 között a Gyermekműsorok Stúdiójának vezetője, 1998-ban 1200 társával együtt eltávolítják a Magyar Televízióból. A Cimbora műsorral átköltözött a Duna Televízióhoz külsős munkatársként.
1964-ben férjhez ment Podhorányi Gyula vegyészmérnökhöz, két fia született: Zsolt (1965) és Balázs (1968).
1978-ban elvált, majd férjhez ment Érdi Sándorhoz. 1979-ben született Tamás fia koraszülöttként elvesztette látását, de a szülők szeretete és kitartása segítségével híres  zongoraművész vált belőle. Érdi Tamás zongoraművész édesanyjaként kiemelt helyet kapott munkásságában a komolyzene népszerűsítése.

## Munkássága
A hetvenes évek elején a Cimbora, Énekelt versek, Aprók tánca c. sorozataival új hangot, új arcokat hozott a tévé képernyőjére. Állandó munkatársai Sebő Ferenc, Cseh Tamás, a Kaláka együttes, Sebestyén Márta már akkor, amikor ők még nem voltak országosan ismert és elismert művészek. A Cimborában mindig helyet kapott az ifjú tehetségek bemutatása. A versíró cimborák, a Picimbora zenekar tagjai közül sokan mára elismert művészek lettek. A Cimbora különkiadásokban a legnagyobbakkal ismerkedhettek a gyerekek. Hegedüs Géza sorozataiban költőkről, Vásáry Tamás komolyzenéről, Szabados Árpád képzőművészetről, Nemeskürty István irodalomról mesélt. Fáradhatatlanul küzdött a gyerekkultúra fejlesztéséért stúdióvezetőként is. Amikor az MTV-ből elküldték, a Duna TV-ben folytatta a Cimbora-szellemiség terjesztését. Nyugdíjba vonulása után sem nyugodott, a Cimbora Alapítvánnyal országos sorozatokat szervez, komolyzenei, irodalmi, játékos foglalkozásokat.
Érdi Tamás zongoraművész programját is úgy alakította, hogy abban fiatal művészek bemutatása is rendszeresen helyet kap.

### Televíziós munkái
- Cimbora (1972)
- Énekelt versek (1971)
- Aprók tánca (1972)
- Cimbora különkiadások
- Hegedűs Géza sorozatai
- A kárókatonák még nem jöttek vissza – forgatókönyvíró (1985)
- Pipafüstben – irodalmi beszélgetések
- József Attila kortársai 19 rész (1976-1982, bemutató: 1985, de csak 10 rész) rendező: Fehér György
- Vár állott, most kőhalom – történelmi sorozat (1992)
- Komolyzenéről könnyedén (1992)
- Városok gyerekszemmel (1993)
- Szabófalvától San Franciscóig

### Egyéb munkái
- Közérzet69/70 – Egyetemi Színpad
- Cimbora. Magyarul beszélő gyermekek lapja Óperencián innen és túl [havilap]; főszerk. É. Szabó Márta; Postabank–MTV–Pallwest, Bp., 1990-1991
- Cimbora Egyetem (2004)
- Cimbora Játékház folyamatosan
- Játsszunk együtt! Érdi Tamással (2014) BMC
- Klassz a pARTon (2015)